# Luther Henderson
Luther Henderson (14. března 1919 – 29. července 2003) byl americký hudební skladatel a klavírista. Narodil se v Kansas City ve státě Missouri, ale ve svých čtyřech letech se s rodiči přestěhoval do Sugar Hill v newyorském Harlemu. Nejprve studoval matematiku na City College of New York a později přešel na uměleckou školu Juilliard School. po krátké epizodě v americké armádě se začal na plno věnovat hudbě a pracoval například s Duke Ellingtonem nebo zpěvačkou Lenou Horne. Později se staral o orchestraci různých divadlech na Broadwayi. Zemřel na Manhattanu ve svých čtyřiaosmdesáti letech po boji s rakovinou. V roce 2004 získal ocenění NEA Jazz Masters.